# Aarvederkruid
Aarvederkruid (Myriophyllum spicatum) is een vaste waterplant die behoort tot de vederkruidfamilie (Haloragaceae). De plant komt zowel voor in zoet als brak, voedselrijk water. Ook is er een landvorm, die echter zeer zeldzaam is en nooit bloeit. De plant komt van nature voor in Eurazië en heeft zich daarvandaan verspreid naar Noord-Amerika waar het een invasieve soort is geworden. In vijvers kan de plant door assimilatie veel zuurstof aan het water toevoegen.
De plant wordt 0,3-2,5 m lang en heeft in de roodbruine tot witachtig-roze stengel aerenchym zitten, waardoor de plant zuurstof naar de wortels kan transporteren. De plant zit in de bodem vast met een wortelstok. De ondergedoken, grijs-kopergroenkleurige, geveerde bladeren hebben zeven tot elf paar vrij slappe, 0,4-1,3 cm lange slippen en staan meestal in kransen van vier of vijf langs de stengel.

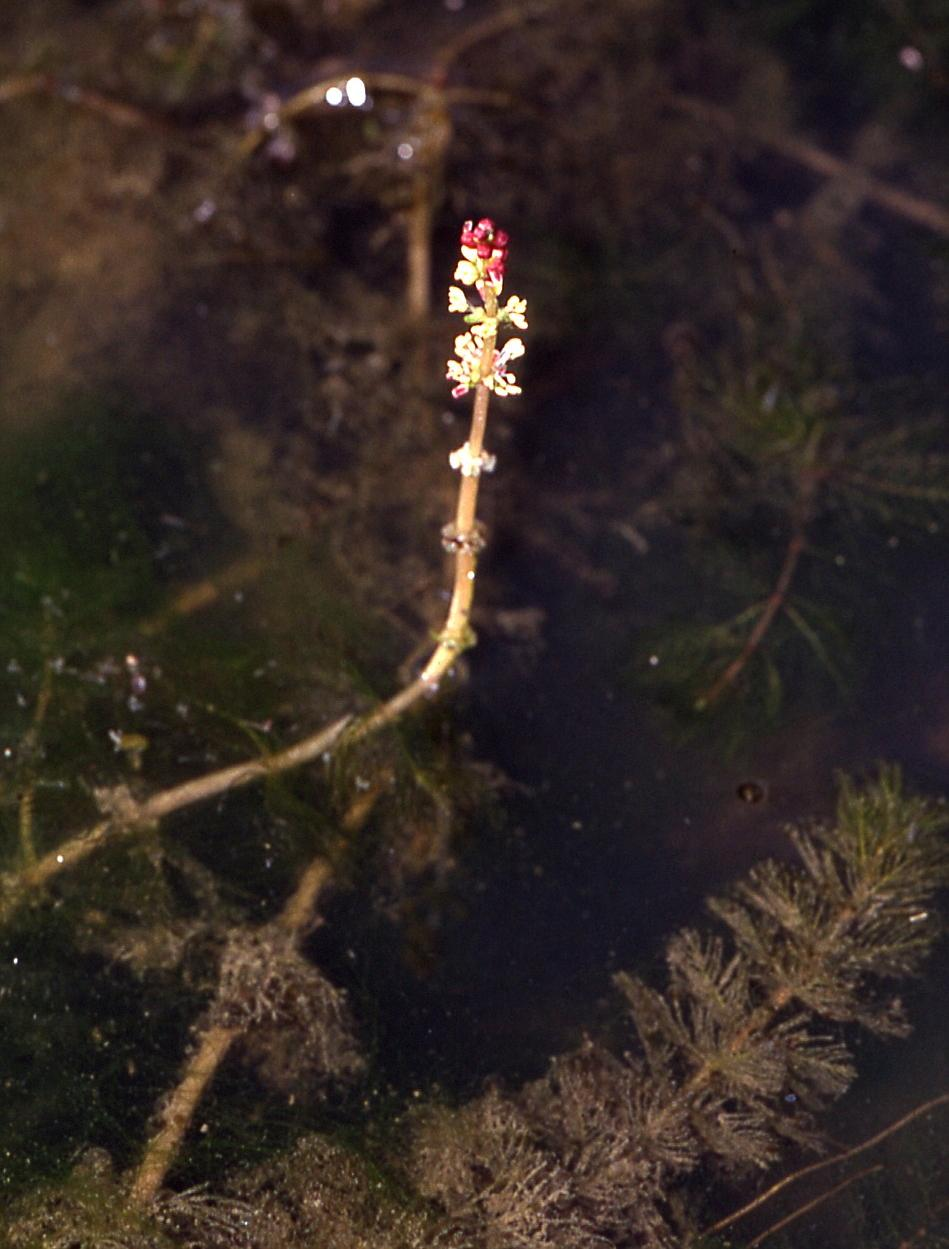
Bloeiwijze

Aarvederkruid bloeit van juli tot september met wijnrode, 4-6 mm grote bloemen. De boven het water uitstekende, 5-15 cm lange bloeiwijze is een vier- tot vijftienbloemige aar. De bloemen staan in kransen langs de aar. De bovenste bloemen van de aar zijn mannelijk, de onderste vrouwelijk en in het midden vaak tweeslachtig. De bovenste schutbladen zijn ongedeeld en korter dan de bloemen.
De vrucht is een vierdelige splitvrucht met 2-3 mm grote zaden. Hoewel de zaden kiemkrachtig zijn, vermeerdert aarvederkruid zich voornamelijk vegetatief door de wortelstokken, stukjes stengel en afbrekende scheuten uit de oksels van de bladeren.

## Ecologie
De grote modderkruiper paait tussen het aarvederkruid.